# 뮌하우젠 증후군
뮌하우젠 증후군(영어: Münchausen syndrome) 또는 허위성/가장성 장애(영어: factitious disorder imposed on self) 혹은 인위성 장애는 실제로는 앓고 있는 병이 없는데도 아프다고 거짓말을 일삼거나 자해를 하여 타인의 관심을 끌려는 증상으로 신체 증상 장애중 하나이다.

## 병명의 유래
소설 <말썽꾸러기 뮌하우젠 남작의 모험>에 나오는 뮌하우젠 남작을 생각해서 미국의 정신과의사인 아셔 (Richard Asher)가 1951년 이름 붙인 것이다.

## 증상
실제적인 증상은 없어도 병이 있는 것처럼 가장하여 이른바 병원, 의사 '쇼핑'을 하는 증상이다. 자신의 자녀나 주변인이 아무런 병이 없이 건강한데도 병이 있다고 하며 병원이나 의사를 찾아가기도 한다. 의사에게 잘 따지며 의학적인 지식을 가지고 있다. 수술 자국이 있는 경우도 있고 중독성이 있는 약물을 요구하기도 한다.

## 발병 유형
성인기 초기, 남성에게 더 잘 발생한다. 의료 계통에서 일하거나 의학적 지식이 있는 경우 발병하기도 한다.
성인기 초기 여성도 드물게 발생하긴하나, 남성보다 신체적 부담이 덜 하므로 많은 경우는 아니다.

## 원인
일상 생활에서 벗어나 환자로서 보호받고자 하는 욕구에 의해 발생한다.

## 치료
뮌하우젠 증후군은 환자가 자신의 거짓말이 들킬 것 같으면 병원을 옮겨버리기 때문에 치료하기 쉽지 않다.

## 같이 보기
- 건강염려증

## 참고 자료
- 한겨레 - 꾀병과 보호자에 의한 뮌하우젠 증후군
- The Medea of the modern times